# Philodromus lamellipalpis
Philodromus lamellipalpis este o specie de păianjeni din genul Philodromus, familia Philodromidae, descrisă de Muster în anul 2007.
Este endemică în Algeria. Conform Catalogue of Life specia Philodromus lamellipalpis nu are subspecii cunoscute.